# Le Vaisseau de pierre
Le Vaisseau de pierre est un album de bande-dessinée fantastique paru en 1976. C'est la deuxième partie de la trilogie Légendes d'aujourd'hui, dont les albums ont des histoires autonomes.

## Synopsis
Un petit village de pêcheurs breton, Trehoët, est en ébullition depuis que court la nouvelle d'une implantation d'une station balnéaire qui va tout changer : hôtel de luxe, appartements de standing, thalassothérapie, centre commercial, complexe autoroutier, port de plaisance... Tout pour devenir une destination privilégiée des touristes. Les promoteurs immobiliers se frottent les mains, mais les habitants du village voient d'un mauvais œil les expropriations et les dommages sur l'écosystème que ce parc de loisirs va entraîner, sans compter les bouleversements dans un quotidien jusque-là tranquille. Et puis il y a ce vieux château de pierre qui domine le village, où vit un ermite que d'aucuns comparent à l'Ankou, au serviteur de la mort. Bientôt, et avec l'aide de 50/22 B, les villageois vont élaborer un plan pour préserver leur village...

## Personnages

### 50/22 B
On retrouve ce personnage dans les trois tomes des légendes d'aujourd'hui. Cet individu mystérieux, ennemi du pouvoir, et recherché par les autorités et est désigné comme étant "50/22 B" par celles-ci. On ne connait pas son véritable nom. Cet homme, dans son périple d'exil, fait une halte dans le petit village de Trehoët et décide de porter secours à ses habitants. L'Ankou le dira « pas comme les autres » et le sollicitera pour déplacer le vaisseau de pierre.

### L'Ankou
L'Ankou, aussi désigné comme « le vieux » par les habitants du village, réside seul dans le château. Son personnage est inspiré de la mythologie bretonne. L'Ankou est le serviteur de la mort, celui qui fait le lien entre les vivants et les êtres du passé. Il ne parle que le breton. Il prêtera main-forte aux villageois en appelant leurs ancêtres pour les aider. Il est clairement opposé à tous projets sur le château qu'il dit être le vaisseau de pierre qui jadis a amené les premiers habitants de la pointe et soutient que si ceux qui sont venus pour saccager le pays reviennent, il fera repartir le vaisseau.

### Anjela
Anjela est serveuse au bar et a été élevée par le vieux. C'est elle qui mènera 50/22 B jusqu’à l'Ankou. Elle est la seule à parler la même langue que lui et se voit donc dans l'obligation de traduire ses propos à 50/22 B.

## Note
- Tri Yann a sorti un album de musique éponyme en hommage à cette BD.

### Documentation
- Christophe Quillien, « Le Vaisseau de pierre », dans Le Guide des 100 bandes dessinées incontournables, Librio, 2009 (ISBN 978-2290013526), p. 44.